# Brissac Loire Aubance
Brissac Loire Aubance is een gemeente in het Franse departement Maine-et-Loire in de regio Pays de la Loire. De gemeente maakt deel uit van het arrondissement Angers.
Brissac Loire Aubance is op 15 december 2016 ontstaan door de fusie van de gemeenten Les Alleuds, Brissac-Quincé, Charcé-Saint-Ellier-sur-Aubance, Chemellier, Coutures, Luigné, Saint-Rémy-la-Varenne, Saint-Saturnin-sur-Loire, Saulgé-l'Hôpital en Vauchrétien. De gemeente telde 11.000 inwoners op 1 januari 2022.

## Geografie
De oppervlakte van Brissac Loire Aubance bedroeg op 1 januari 2022 120,89 vierkante kilometer; de bevolkingsdichtheid was toen 91 inwoners per km².

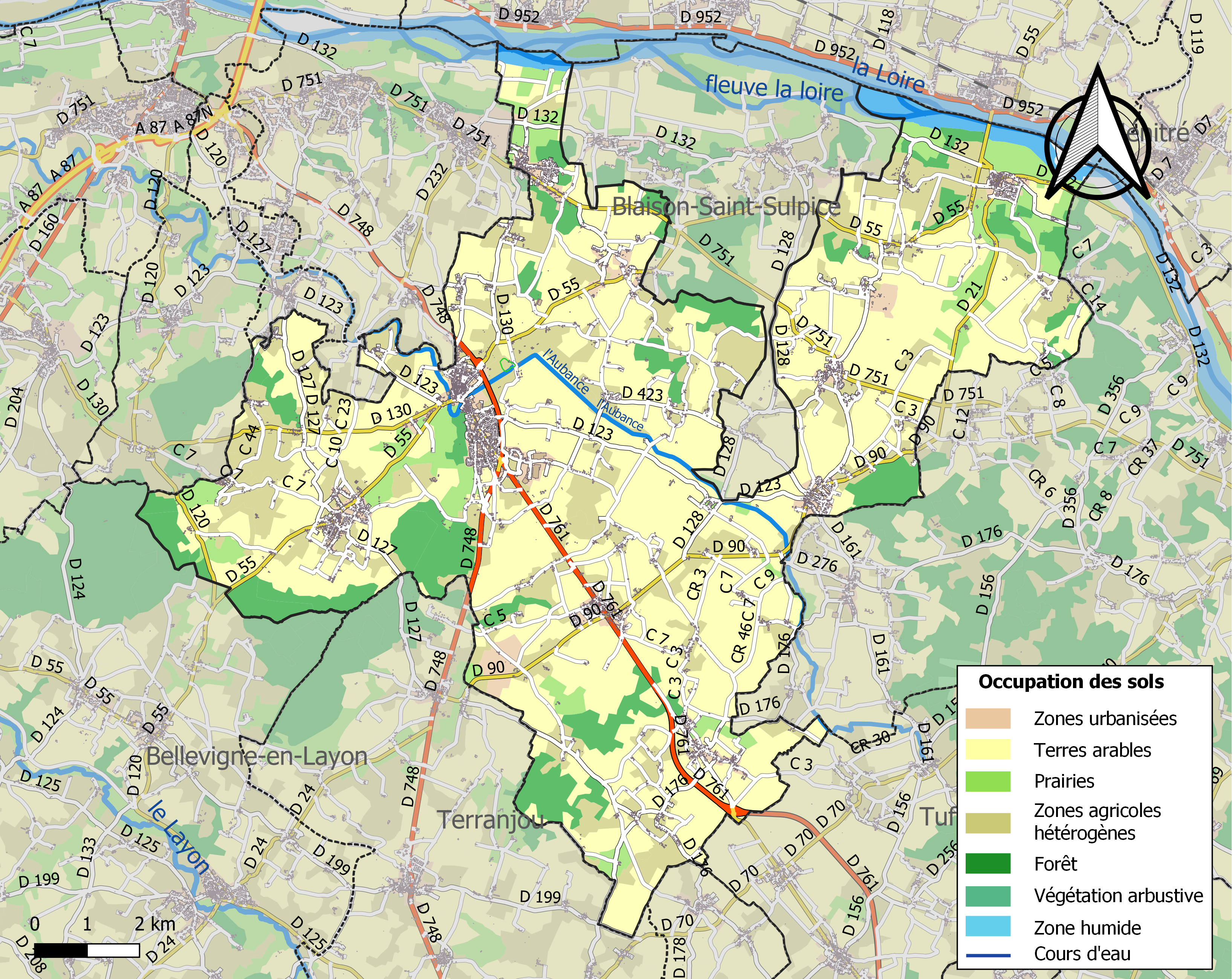
Kaart van de gemeente met de belangrijkste infrastructuur, bodemgebruik en omliggende gemeenten